# Varepenge
Varepenge er penge, hvis værdi kommer fra den vare, pengene er fremstillet af. Varepenge består altså af genstande, som har en almen kendt værdi i sig selv, ud over anvendelsen som penge. Varepenges skal ikke forveksles med naturalier, hvor der byttes uden en kendt værdiparameter.
Mange forskellige varer har været brugt som alment betalingsmiddel og dermed som varepenge i tidens løb, således guld, sølv, kobber, salt, peberkorn, store sten, udsmykkede bælter, konkylieskaller (gerne af arten Cauri moneta), alkohol, cigaretter, hash, slik og byg.
Varepenge har historisk været dominerende i betalingsformidlingen i praktisk taget alle kendte samfund, ikke mindst i form af de mange lande, der har haft en guldstandard. I løbet af det 20. århundrede er varepenge imidlertid stort set blevet helt erstattet af alternativet papirpenge: Penge, enten i form af kontanter eller elektroniske poster, som ikke har nogen iboende værdi, men udelukkende accepteres som betalingsmiddel, fordi de er erklæret lovligt betalingsmiddel af myndighederne, og der er tillid til, at alle andre også er parate til at acceptere dem som betaling. 
USA forlod som det sidste store vestlige land guldmøntfoden i 1971.